# Stop Immigració
Stop immigració (Stopp Innvandringen) és un partit polític de Noruega contrari a la immigració, fundat el 1987 per Jack Erik Kjuus i desaparegut el 1995.

## Història
Stop the Immigration va ser fundada el 15 de setembre de 1987 per Jack Erik Kjuus. El partit es va registrar formalment el 27 d'abril de 1988, després d'haver recollit les 3.000 signatures requerides. Les primeres eleccions que va participar van ser les eleccions parlamentàries de 1989, on el partit va rebre el 0,3% dels vots i, per tant, no hi havia representació parlamentària. Els seus primers candidats van incloure Erik Gjems-Onstad a Akershus i Harald Trefall a Hordaland. A les eleccions escolars de 1989, el partit va rebre l'1,4% dels vots a tot el país i el 2,5% a Oslo.
A les eleccions locals de 1991, el partit va rebre prou vots per ser elegit al consell de la ciutat de Drammen, on Frank Hove va ocupar l'escó. A les eleccions parlamentàries de 1993, el partit va obtenir el 0,1% dels vots a tot el país. A les eleccions escolars de 1993, el partit va rebre el 4,1% dels vots a Oslo. Hove va ser reelegit a les eleccions locals de 1995 amb el 2,3% dels vots a Drammen, però el 1995 Kjuus va optar per fusionar el partit amb un segon grup marginal, Send de fremmedkulturelle hjem, eller så mister vi Landet vårt, per formar el White. Aliança electoral.

## Resultats electorals
| Any  | Eleccions legislatives | Any  | Eleccions locals |
| ---- | ---------------------- | ---- | ---------------- |
| 1989 | 0,3%                   | 1991 | 0,2%             |
| 1993 | 0,1%                   | 1995 | 0,1%             |